# Lore Brunner
Lore Brunner (* 2. Oktober 1950 in Mölbling; † 17. Juli 2002 in Berlin) war eine österreichische Theaterschauspielerin.

## Leben
Lore Brunner erhielt ihre Ausbildung an der Hochschule für Musik und darstellende Kunst Graz.
Am Stadttheater Basel debütierte sie 1973 mit sensationellem Erfolg in der Rolle der Christine in Arthur Schnitzlers Liebelei. Sie ging 1975 ans Staatstheater Stuttgart zum berühmten Peymann-Ensemble und spielte dort neben vielem anderen die Titelrolle in Kleists Käthchen von Heilbronn.

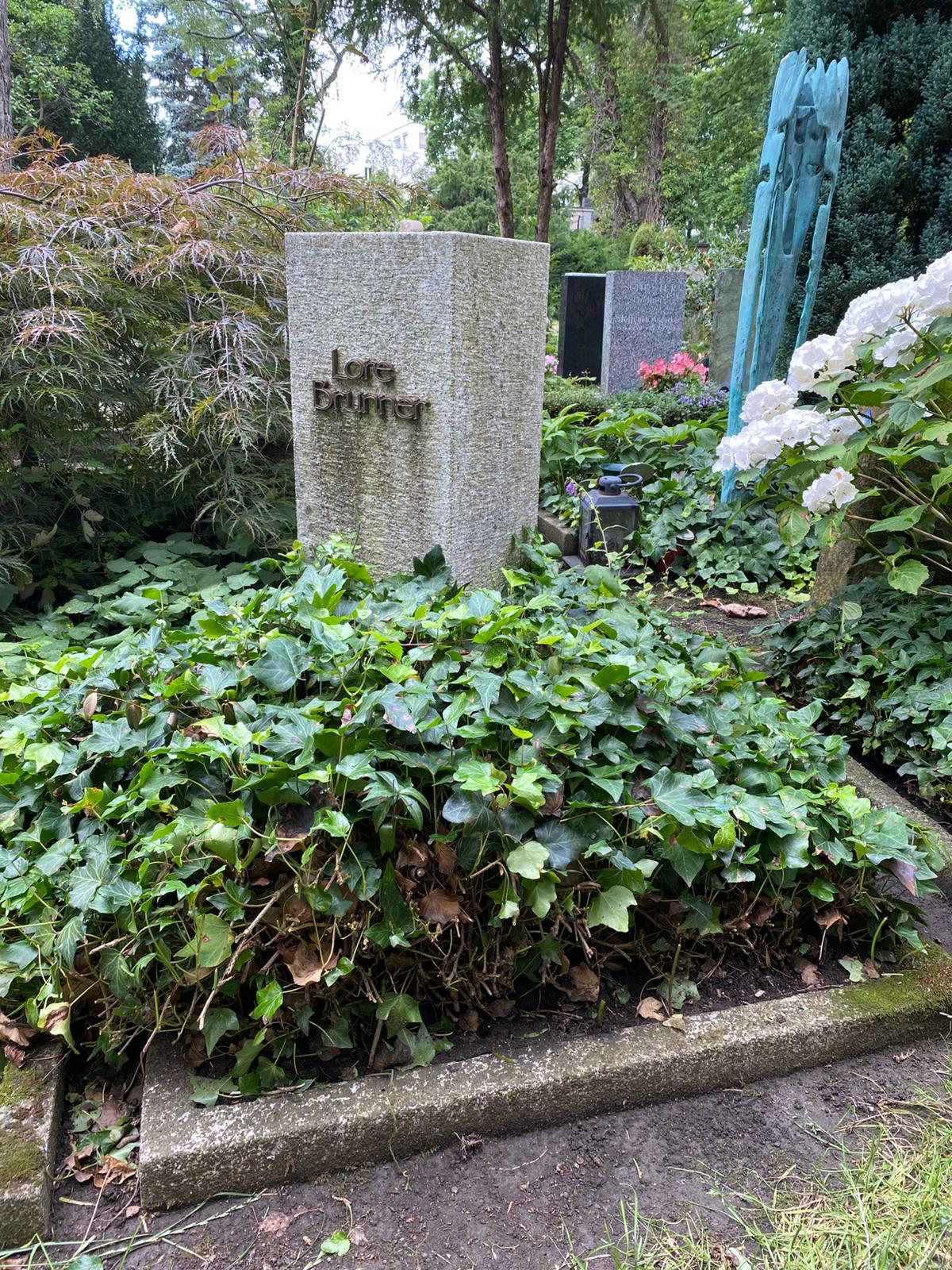
Grabstätte

Ab 1979 spielte sie am Schauspielhaus Bochum, wo sie bis 1986 blieb. Sie spielte u. a. die Marie in Büchners Woyzeck, Warja in Der Kirschgarten von Tschechow und die Solorolle Max Gericke in Jacke wie Hose, einem für sie geschriebenen Stück ihres Lebenspartners Manfred Karge, das 1982 uraufgeführt wurde. Mit dieser einer ihrer Paraderollen gastierte sie jahrelang in aller Welt. In 23 Lesungen stellte sie 1981 dem Bochumer Publikum Karl Kraus’ umfangreiches Drama Die letzten Tage der Menschheit vor.
1986 ging Lore Brunner ans Burgtheater in Wien und spielte u. a. Die Mutter von Brecht und Medea von Jahnn. 1989 spielte sie zusammen mit Tilda Swinton Puschkins Mozart und Salieri in der Inszenierung von Manfred Karge, die alternativ in Deutsch und Englisch in Wien, Berlin und London gezeigt wurde.
In den Jahren 1986/87 gastierte sie im Schauspielhaus Köln. Sie spielte Frau John in Gerhart Hauptmanns Die Ratten, die Yvette in Bertolt Brechts Mutter Courage und ihre Kinder und die Medea von Hans Henny Jahnn.
Ab Mitte der 1990er Jahre war sie als freischaffende Künstlerin tätig und trat u. a. in Zürich, Paris, Weimar, Genf, London und Berlin auf. Mit dem Merlin-Ensemble Wien gab sie zahlreiche Gastspiele mit Die Geschichte vom Soldaten von Ramuz / Stravinsky.
Lore Brunner starb 2002 an einem Krebsleiden. Ihr Grab befindet sich auf dem Dorotheenstädtischen Friedhof in Berlin.
Lore Brunners Nichte ist die Schauspielerin Eva Brunner.

## Theaterrollen (Auswahl)

### Basler Theater (1973–75)
- Christine In Liebelei von Arthur Schnitzler
- Sergeant Fairchild in Mann ist Mann von Bertolt Brecht
- Die Braut in Die Kleinbürgerhochzeit von Bertolt Brecht
- Wendla in Frühlingserwachen von Frank Wedekind
- Verschiedene In Die letzten Tage der Menschheit von Karl Kraus

### Stuttgarter Theater (1975–79)
- Antonia in Einer für alle, alle für einen von Dario Fo
- Mutter der Braut in Die Kleinbürgerhochzeit von Bertolt Brecht
- Käthchen in Käthchen von Heilbronn von Heinrich von Kleist
- Marie in Woyzeck von Georg Büchner
- Helena in Sommernachtstraum von William Shakespeare
- Verschiedene in Faust 1 und 2 von Johann Wolfgang Goethe
- Marianna in Maß für Maß von William Shakespeare

### Schauspielhaus Bochum (1979–86)
- Hilde in Lieber Georg von Thomas Brasch
- Elsa in Das Frühlingsfest von Gerlind Reinshagen
- Marie in Maria.Woyzeck von Georg Büchner
- Warja in Der Kirschgarten von Anton Tschechow
- Die letzten Tage der Menschheit von Karl Kraus (in 23 Lesungen)
- Sophie in Clavigovon Johann Wolfgang Goethe
- Verschiedene Rollen in Die Hermannschlacht von Heinrich von Kleist
- Max Gericke in Jacke wie Hose von Manfred Karge
- Pelageja Wlassowa in Die Mutter von Bertolt Brecht
- Leokatia Begbick in Mahagonny von Brecht/Weill
- Hedwig in Weekend im Paradies von Arnold & Bach
- Marcus Andronicus In Anatomie Titus von Heiner Müller
- Claire in Claire. Ein Musical von Karge / Walden
- Die Braukmann in Die Eroberung des Südpols von Manfred Karge

### Schauspielhaus Köln (1986–88)
- Frau John in Die Ratten von Gerhart Hauptmann
- Yvette in Mutter Courage und ihre Kinder von Bertolt Brecht
- Medea in Medea von Hans Henny Jahnn

### Burgtheater Wien (1986–93)
- Elisabeth in Glaube, Liebe, Hoffnung von Ödön von Horvath
- Salerie in Mozart und Salerie von Alexander Puschkin
- Mi Tzü in Der gute Mensch von Sezuan von Bertolt Brecht
- Sophie von Löwenthal in Lieber Niembsch von Manfred Karge
- Medea in Medea von Hans Henny Jahnn
- Verschieden Rollen in MauerStücke von Manfred Karge
- Marquise Merteuilin in Quartett von Heiner Müller
- Emilie In Baal von Bertolt Brecht
- Die Einheimische in Totenauberg von Elfriede Jelinek
- Cornamontis in Die Rundköpfe und die Spitzköpfe von Bertolt Brecht
- Salieri in Mozart und Salieri von Alexander Puschkin

### Kunstfest Weimar (1993–94)
- Marthe Schwertlein In Urfaust von Johann Wolfgang Goethe
- Gouvernante in Leonce und Lena von Georg Büchner

### Berliner Ensemble
- Königin In Der König stirbt von Eugene Ionesco (1996)
- Mutter Rolle in Fegefeuer in Ingolstadt von Marieluise Fleißer (2001)

## CDs
- Die Geschichte vom Soldaten von Charles F. Ramuz / Igor Stravinsky
- Frau des Menschenfressers in Pollicino von Hans Werner Henze
- Und jede Nacht derselbe Traum, Lieder von Manfred Karge / Toni Edelmann